# Thyen (Familie)
Die Familie Thyen ist eine aus dem nordwestdeutschen Raum stammende Kaufmannsfamilie, die seit dem Mittelalter nachweisbar ist und besonders im 19. und frühen 20. Jahrhundert im Großherzogtum Oldenburg sowie in Bremen wirtschaftliche und öffentliche Bedeutung erlangte. Ursprünglich vor allem im Handel und der Reederei tätig, wird die Familie gelegentlich dem Bürgeradel zugerechnet. 

## Herkunft und Namensgeschichte

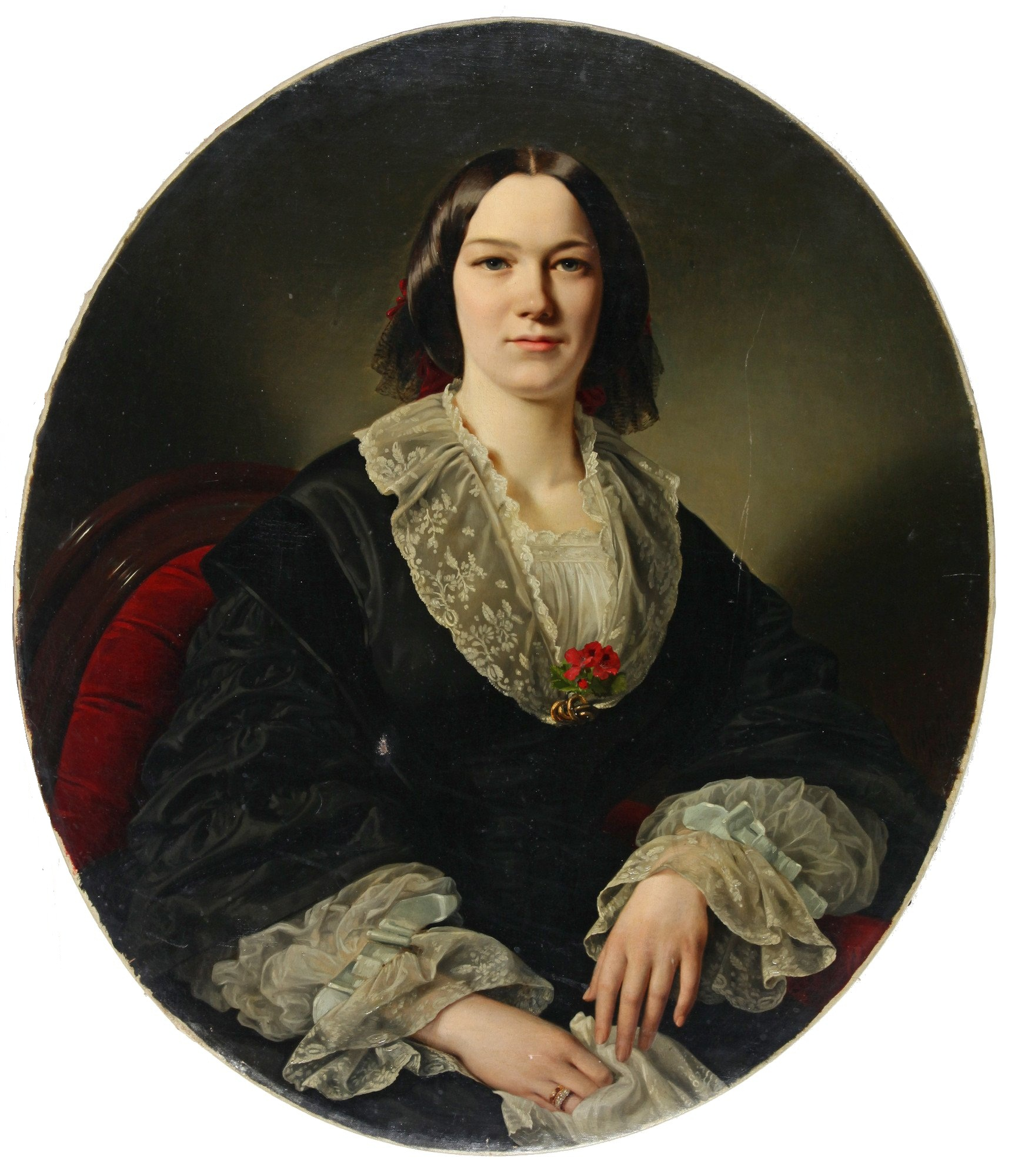
Portrait der Maria S. R. Thyen - Ehefrau von Oltmann Thyen

Der Name Thyen wurde erstmals im Jahr 1290 urkundlich erwähnt, was auf eine lange genealogische Tradition und die Annahme eines gemeinsamen Stammvaters aller Thyens hindeutet. Die Familie etablierte sich früh als Kaufmannsfamilie, die mit Handel, Schifffahrt und später mit der Reederei verbunden war. Die wirtschaftlichen Aktivitäten führten zu einem bedeutenden gesellschaftlichen Status, der zeitweise mit dem Bürgeradel assoziiert wurde.

## Wirtschaftliche und gesellschaftliche Bedeutung
Im 19. Jahrhundert festigte die Familie Thyen ihre Stellung insbesondere durch Unternehmertum in Handel und Schifffahrt. Mitglieder der Familie gründeten und betrieben Reedereien, darunter die Werft G.H. Thyen und die Thyen-Werft, die sich im Laufe des 19. und 20. Jahrhunderts zu wichtigen Arbeitgebern entwickelten und maßgeblich zur maritimen Wirtschaft in Bremen und dem nordwestdeutschen Raum beitrugen.

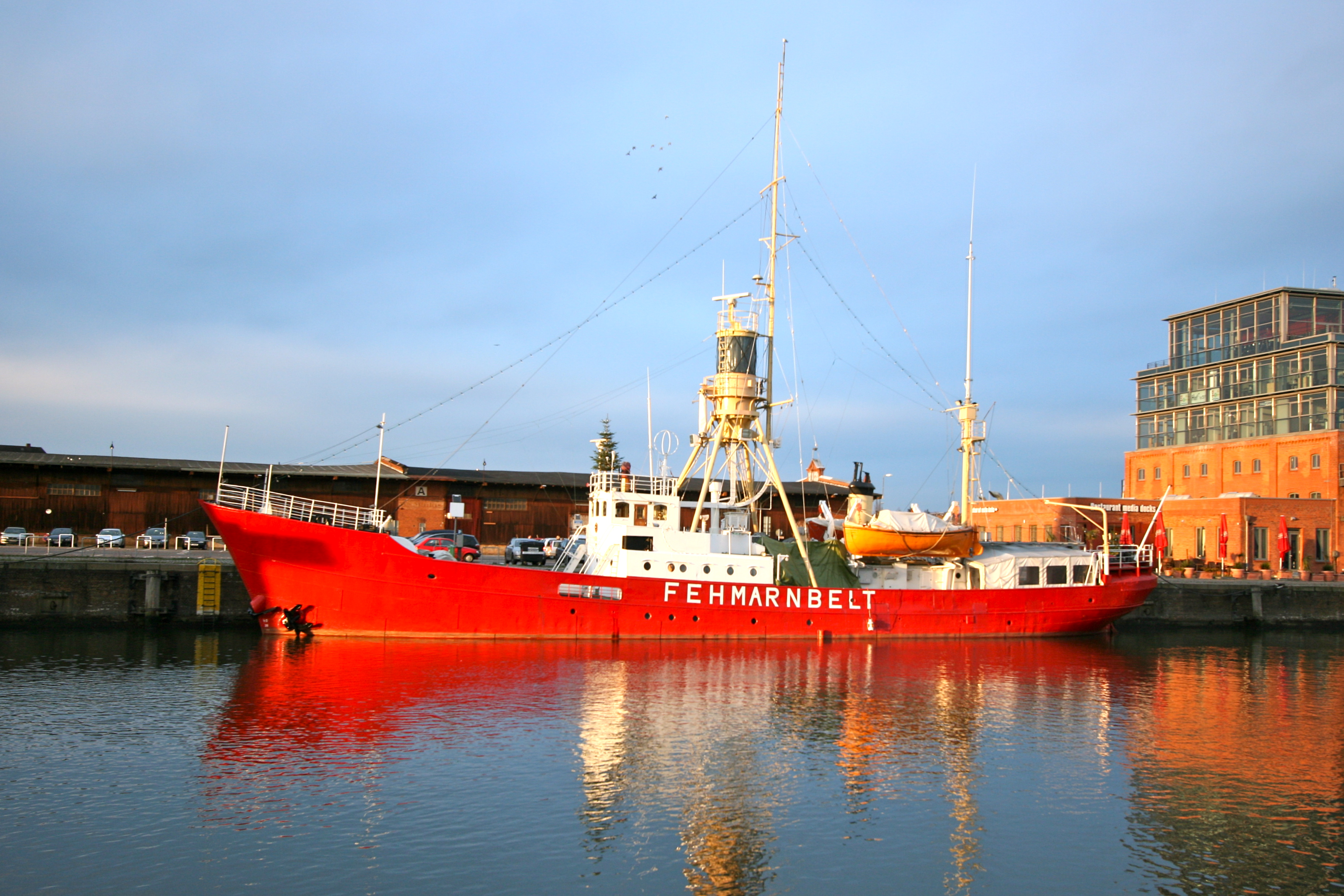
Auf der Thyen-Werft gebautes Feuerschiff Fehmarnbelt

Darüber hinaus engagierten sich Angehörige der Familie in weiteren wirtschaftlichen Bereichen wie der Landwirtschaft sowie im städtischen Verwaltungswesen. Auch auf kommunaler und regionaler Ebene übernahmen Mitglieder der Familie öffentliche Ämter, unterstützten kulturelle und soziale Projekte und leisteten so einen nachhaltigen Beitrag zur wirtschaftlichen und gesellschaftlichen Entwicklung des Großherzogtums Oldenburg und der Freien Hansestadt Bremen. 

## Namensträger

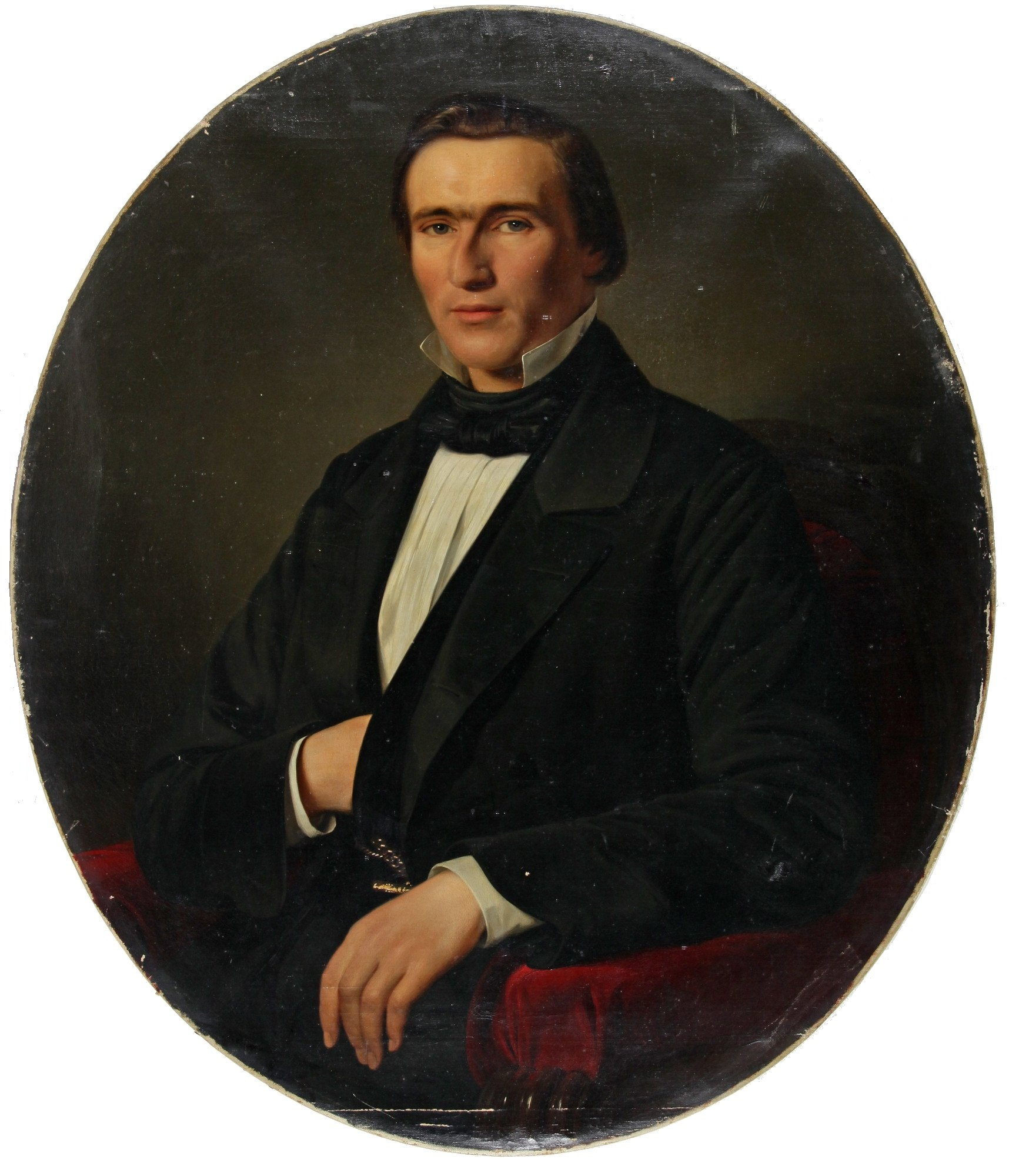
Portrait des Oltmann Thyen

- Oltmann Thyen (1821–1891), deutscher Reeder, Staatsminister und großherzoglicher Konsul

- Hermann Thyen (1865), deutscher Rittergutsbesitzer von Gut Ruhehof bei Hasleben
- Johann Diederich Thyen (1825–1904), deutscher Landwirtschaftslehrer
- Ferdinand Thyen (1866–1939), deutscher Konteradmiral
- Otto Heinrich Thyen (1866–1921), deutscher Forstverwalter und Autor

## Schloss Thyen in Blumenthal
Ein wichtiges Symbol der Familie ist das im Historismus errichtete Schloss Thyen in Bremen-Blumenthal. 1883 erwarb der Reeder und Kaufmann Oltmann Thyen ein etwa 100 Morgen großes Grundstück und errichtete dort seinen Sommersitz. Das Schloss, ausgestattet mit einem markanten Turm, Erkern und einer barocken Freitreppe, wurde von einem Park im Stil englischer Gartenkunst umgeben, der künstliche Teiche und seltene Pflanzen umfasste.
Das Schloss entwickelte sich schnell zu einer regionalen Sehenswürdigkeit und war weithin sichtbar. Nach Oltmanns Tod bewohnten vor allem seine Töchter das Anwesen, während die Söhne ihre beruflichen Wege in anderen Regionen verfolgten. Das Grundstück grenzte an das Gelände von Haus Blomendal, was durch eine kleine Brücke über die dazwischenliegende Beeke verbunden war.
Im 20. Jahrhundert wechselte das Anwesen der Familie Thyen mehrfach seine Nutzung. Große Teile des Parks wurden von der Gemeinde Blumenthal erworben, die das Gelände später der Öffentlichkeit zugänglich machte. 1962 zerstörte ein Brand das Schloss so stark, dass es abgerissen werden musste. Das frühere Schlossgelände wurde in einen öffentlichen Park umgewandelt.